# Paul Clarence Fittery
Paul Clarence Fittery (2 de octubre de 1887-28 de enero de 1974) fue un pitcher de la liga mayor de béisbol en los Estados Unidos, Fittery jugó con los Cincinnati Reds en 1914 y con los Philadelphia Phillies en 1917.Su primera presentación de las ligas mayores de Béisbol fue cuando tenía 26 años el 5 de septiembre de 1914 con Cincinnati Reds, Su último juego fue el 3 de octubre de 1917. En total él ganó 294 juegos en las ligas menores  que tomaron lugar entre 1910 y 1930.